# Хаунек
Хаунек (њем. Hauneck) општина је у њемачкој савезној држави Хесен. Једно је од 20 општинских средишта округа Херсфелд-Ротенбург. Према процјени из 2010. у општини је живјело 3.234 становника. Посједује регионалну шифру (AGS) 6632007.

## Географски и демографски подаци
Хаунек се налази у савезној држави Хесен у округу Херсфелд-Ротенбург. Општина се налази на надморској висини од 232 метра. Површина општине износи 17,8 km². У самом мјесту је, према процјени из 2010. године, живјело 3.234 становника. Просјечна густина становништва износи 182 становника/km².